# قطعنامه ۱۱۳۴ شورای امنیت
قطعنامه  ۱۱۳۴ شورای امنیت سازمان ملل متحد که در تاریخ ۲۳ اکتبر ۱۹۹۷ تصویب شد، سندی بین‌المللی دربارهٔ بررسی وضعیت میان عراق و کویت است. این قطعنامه طی نشست ۳۸۲۶ام با ۱۰ رای موافق، ۰ مخالف و ۵ ممتنع تصویب شد.